# Francisco Fanhais
Francisco Júlio Amorim Fanhais OL (Vila Nova da Barquinha, Praia do Ribatejo, 17 de maio de 1941), mais conhecido por Francisco Fanhais, é um ex-sacerdote católico e cantor português, que em 1995 foi feito Oficial da Ordem da Liberdade, pelo Presidente da República Portuguesa.

## Biografia
Intérprete da música portuguesa de intervenção, Francisco Fanhais entrou cresceu em Praia do Ribatejo até aos nove anos, quando foi viver para o Entroncamento, onde o pai, que era médico, havia sido colocado. Por influência do padre Gonçalves, coadjutor na paróquia do Entroncamento, entrou para o seminário com dez anos, tendo estado durante quatro anos no seminário de Santarém, após o que frequentou os seminários de Almada e dos Olivais, em Lisboa, onde se formou em Teologia. Foi ordenado padre aos 23 anos, pelo cardeal-patriarca de Lisboa, Manuel Gonçalves Cerejeira, e celebrou missa nova na quinta-feira santa, em 1965, na paróquia de Benfica, em Lisboa, onde residia à época. O estudo da música começou no seminário, onde aprendeu solfejo, canto gregoriano e canto coral. Cantou em diversas cerimónias, inaugurações e missas e participou num Te Deum na igreja de São Domingos, em Lisboa, com a Orquestra Sinfónica da Emissora Nacional, então dirigida por Pedro de Freitas Branco.
Através da música tornou-se uma das mais ativas vozes dos chamados católicos progressistas que, desde a célebre carta de D. António Ferreira Gomes, bispo do Porto, a Salazar, em 1958, combateram a ditadura de Salazar. Foi fortemente influenciado por José Afonso, que começou a ouvir clandestinamente, ainda no seminário, e que refere ter sido fundamental para a sua tomada de consciência política. A sua ligação ao padre José da Felicidade Alves, fortemente contestatário da política colonial do Estado Novo, de quem foi aluno, levou a que as suas missas fossem vigiadas pela PIDE.
Em dezembro de 1968, quando era professor no seminário diocesano de Torres Novas, conheceu José Afonso, no âmbito de uma iniciativa cultural para jovens, vigiada pela PIDE, organizada por clérigos oposicionistas, como o padre Manuel Tiago. Francisco Fanhais foi também coadjutor da paróquia do Barreiro, onde ensinava Religião e Moral no liceu da cidade. Com efeito, o então padre Fanhais emergiu na ribalta da música portuguesa após a participação no célebre programa de televisão Zip-Zip, levado por José Afonso. Ainda em 1969 lança Cantilenas, o seu disco de estreia. Aparece na capa do primeiro numero da revista Mundo da Canção, editada em 19 de Dezembro de 1969. O seu álbum Canções da Cidade Nova é editado em 1970. A partir de poemas de Sophia de Mello Breyner, musicou Cantanta da Paz, com os célebres versos Vemos, ouvimos e lemos / Não podemos ignorar, que cantou na vigília da igreja de São Domingos, em Lisboa, na passagem de ano de 1968 para 1969, e Porque.
Em agosto de 1970, esteve presente na cerimónia religiosa subsequente ao casamento do padre José da Felicidade Alves, à revelia da hierarquia da Igreja Católica, em Vila Franca de Xira. Consequentemente, foi suspenso do sacerdócio e impedido de ser professor. Perante o Tribunal Eclesiástico do Patriarcado de Lisboa, não se retratou e reiterou todo o seu comportamento. Foi membro da Comissão Nacional de Socorro aos Presos Políticos, juntamente com Sophia de Mello Breyner Andersen. Entretanto, é editado o seu último disco em nome próprio, a compilação Corpo Renascido, título de um poema de Manuel Alegre. Impedido de exercer o sacerdócio e de leccionar nas escolas oficiais, emigra para França em abril de 1971, fixando-se primeiro em Lyon e depois em Paris, onde conheceu José Mário Branco, que com ele cantava em concertos para os emigrantes portugueses e distribuía propaganda anti-Estado Novo, sendo por isso vigiado pelos informadores da PIDE em Paris como "indivíduo adverso das instituições vigentes em Portugal". Fez teatro, televisão e sobrevivia da música e da locução de textos em português para a televisão francesa e para a BBC, a convite de Joaquim Letria. Em outubro de 1971, a convite de José Mário Branco, participa, em Hérouville, na gravação do álbum Cantigas do Maio, de José Afonso, que inclui a célebre canção Grândola, Vila Morena, a qual viria a ser uma das senhas da Revolução de 25 de Abril de 1974. Num encontro com o cardeal-patriarca de Lisboa, D. António Ribeiro, no verão de 1971, o patriarca propõe levantar-lhe a suspensão do sacerdócio imposta pelo cardeal Cerejeira, mas Francisco Fanhais recusa, alegando precisar de tempo para continuar a refletir e interpretando a proposta do patriarca como uma mera cortesia, sem significando prático. Radicaliza-se e torna-se militante da Liga de Unidade e Ação Revolucionária (LUAR), força revolucionária liderada por Hermínio da Palma Inácio, mas são escassas as informações sobre a sua participação efetiva nas ações armadas do movimento antes da Revolução de 25 de Abril de 1974.
Regressa a Portugal após a Revolução de 25 de Abril de 1974, que o encontra em França, e colabora nas campanhas de dinamização cultural do Movimento das Forças Armadas, participando também na Festa da Canção Socialista e Revolucionária, em Faro, juntamente com José Afonso e Adriano Correia de Oliveira, e no I Congresso da LUAR, em fevereiro de 1975, juntamente com José Afonso e Sérgio Godinho. Em 1975 é um dos participantes no disco República de José Afonso, gravado ao vivo e editado em Itália, mas nunca distribuído em Portugal. A partir de 1986, é professor de Educação Musical, profissão da qual se aposentou. É atualmente presidente da direção da Associação José Afonso, que preserva o legado de José Afonso. Apesar de ter sido suspenso do sacerdócio, mantém a fé católica.
No disco Ao Vivo no Coliseu, de José Afonso, aparece a fazer coros na canção Natal dos Simples.
Em 1993, junta-se a Manuel Freire e Pedro Barroso para apresentarem o espectáculo Encontro. 
A editora Strauss reeditou, em 1998, o disco Canções da Cidade Nova com o novo título de Dedicatória. A servir de capa foi colocado o manuscrito da dedicatória de José Afonso que aparecia na contracapa da edição original e que dizia: "Tu que cantas, Defronte, De faces atentas, e Seguras, Faz do teu Canto, Uma funda, Nesse lugar, Entre outras mãos mais fortes, E mais duras, Te estenderei, A Minha mão fraterna. Canta Amigo". 

## Reconhecimento
A 9 de junho de 1995 foi feito Oficial da Ordem da Liberdade, por ocasião das comemorações do Dia de Portugal.

## Discografia
A sua discografia é composta por: 
- Cantilenas (1969)
- Canções da Cidade Nova (1970)
- Corpo Renascido/Canção da Cidade Nova/Porque Descalça vai para a Fonte (EP, Zip-Zip)
- Dedicatória (Strauss, 1998)
- Cantilena (EP, Orfeu) Cantilena/Juventude/Areia da Praia/Canção do Vento - Orfeu ATEP6325

## Curiosidades
Francisco Fanhais apresenta uma postura oposicionista radical, os discos Canções da Cidade Nova e Cantilena que gravou em 1969 e 1970 são disso prova, representando trabalhos marcantes no movimento dos cantores de intervenção.

## Ligações Externas
- A Música Portuguesa A Gostar Dela Própria | Grândola Vila Morena, cantada por Francisco Fanhais acompanhado pelo grupo de cante Rama Verde